# Вирвору-де-Жос
Вирвору-де-Жос (рум. Vârvoru de Jos) — село у повіті Долж в Румунії. Входить до складу комуни Вирвору-де-Жос.
Село розташоване на відстані 199 км на захід від Бухареста, 18 км на південний захід від Крайови.

## Населення
За даними перепису населення 2002 року у селі проживали 269 осіб, усі — румуни. Усі жителі села рідною мовою назвали румунську.